# Ditadura civil-militar uruguaia
A ditadura cívico-militar do Uruguai (1973-1985), também conhecida como ditadura uruguaia, foi uma ditadura militar autoritária que governou o Uruguai por doze anos, de 27 de junho de 1973 (após a golpe de Estado de 1973) até 28 de fevereiro de 1985. A ditadura tem sido objeto de muita controvérsia devido às suas violações dos direitos humanos, uso da tortura e os desaparecimentos inexplicáveis de muitos uruguaios.  O termo "cívico-militar" refere-se ao uso inicial do regime militar de um presidente civil relativamente impotente como chefe de Estado, que o distinguia das ditaduras em outros países da América do Sul em que altos oficiais militares imediatamente tomaram o poder e diretamente atuaram como chefe de Estado.
A ditadura foi o resultado de uma escalada de violência e autoritarismo em um país tradicionalmente pacífico e democrático, e deve ser analisada no contexto da Guerra Fria e de outras ditaduras militares na região. Isso resultou na supressão de todas as antigas atividades política, incluindo os partidos políticos tradicionais. Muitas pessoas foram presas e torturadas, especialmente os partidários da esquerda. 

## Período anterior à ditadura
Em 1955 iniciou-se no Uruguai uma crise econômica que afetou também as instituições políticas. Durante a década de 1960 houve um processo de declínio social e econômico com um notável aumento dos conflitos, que incluiu a luta armada através da "guerra de guerrilhas", protagonizada por grupos extremistas de esquerda, entre os quais se destacou o "Movimento de Libertação Nacional-Tupamaros". Também contribuíram para tais conflitos, a disseminação de ideias por outras organizações como a "Convenção Nacional de Trabalhadores" e grupos de extrema-direita como o "Esquadrão da Morte" e a "Juventud Uruguaya de Pie". 
Estes confrontos estavam assentes em questões locais, como a desigualdade económica, e questões internacionais, como a guerra fria. Conselheiros norte-americanos como Dan Mitrione formavam polícias para reprimir os contestários, promovendo o uso da tortura. Uma comissão especial de inquérito do Senado constata a utilização sistemática de tortura em abril de 1970, confirmada por documentação, médicos, advogados de defesa e médicos legistas. Os torturados incluíam grávidas. As torturas incluíam:
- Agressões verbais e físicas,
- Privação de água e alimentos,
- Impedimento de utilizar instalações sanitárias,
- Detenção em instalações com excrementos humanos,
- Posição de pé prolongada (estátua),
- Choques elétricos nos calcanhares e genitais,
- Queimaduras de cigarros,
- Tortura psicológica incluindo ameaças de violação a mulheres.

As Forças Armadas foram assumindo uma crescente influência política, até que finalmente, com o apoio do então presidente uruguaio, Juan María Bordaberry, deram um golpe de Estado.

## Golpe militar e ditadura

### Tomada de poder
O discurso feito por Bordaberry em 27 de junho de 1973 através do rádio e televisão é um marco do início da ditadura no país. Neste dia, o presidente Juan María Bordaberry com o apoio das Forças Armadas, fechou o Senado e a Câmara de deputados e indicou a criação de um Conselho de Estado para substituir as funções legislativas, alegando ter como objetivo projetar uma reforma constitucional que reafirme os princípios republicanos-democráticos.
Em 1975, Juan María Bordaberry instituiu o chamado Conselho da Nação, um órgão executivo onde os representantes não teriam que ser eleitos pelo voto popular, e seria constituído por civis como ex-presidentes da República, membros da Suprema Corte de Justiça, figuras de grande relevância nacional e por membros das Forças Armadas. Os conselhos posteriores seriam formados por cooptação, ou seja, a escolha dos membros é dada pelas pessoas que compunham o conselho anterior.

### Repressão e presos políticos
Três dias após seu discurso inaugural, Juan tornou ilegal a Convenção Nacional de Trabalhadores, prendendo seus dirigentes. Condições de detenção particularmente duras enfrentam os 20 (9 homens e 11 mulheres) militantes Tupamaros detidos como reféns pelo Estado Uruguaio. Pepe Mujica esteve dois anos no fundo de um poço.
A prática de prisão política maciça e prolongada tornará o Uruguai no país com maior número de presos políticos relativamente à sua população. Para tal, utilizava-se 51 instalações de detenção «legais», 9 não-declaradas e 3 centros prisionais clandestinos. Uma segunda vaga de prisões, de 1974 a 1976, abrangerá os militantes de anteriores partidos legais. Alguns dos detidos tornam-se desaparecidos, a maior parte será do Partido para a Vitória do Povo.
A prática generalizada de tortura mantém-se. A lista das tortura mais utilizadas no Brasil e Uruguai inclui: Pau-de-arara, Galeto, Cadeira do dragão, Golpes, Palmatória, Queimaduras, Lata de Conservas, Equilíbrio, Ferrinhos, Torturas sexuais, Nó Corredio nos Testículos, Santinho ou Estaca, Sódio-Pentotal, Solitário.

### Desacordos entre os militares
Em junho de 1976, Juan María Bordaberry expôs para as Forças Armadas novas medidas de organização para o governo, entre as quais envolviam:
- A destituição dos partidos políticos;
- A soberania nacional seria exercida mediante de plebiscitos ou indiretamente pelo Conselho da Nação, integrado pelo Presidente da República e os Comandantes Chefes das Forças Armadas;
- A eliminação da democracia representativa, sendo o Presidente da República eleito por um período de cinco anos pelo Conselho da Nação.

A proposta desagradou as Forças Armadas, que acreditavam que acabar com os partidos políticos seria uma atitude arriscada. Recusou-se a proposta, causando assim um conflito entre Juan Maria e os representantes de alto escalão das Forças Armadas.
Alguns dias depois, houve uma reunião como última tentativa de conciliação entre Juan e as Forças Armadas, que não teve o resultado esperado. O general Rodolfo Zubía pediu renúncia de Juan María Bordaberry, que negou o pedido. No dia seguinte, o Chefe do Exército Julio César Vadora, enviou uma carta a Juan María Bordaberry alegando que havia perdido a confiança e retirado o apoio, e que o presidente não estava contribuindo para o desenvolvimento do país.

### A substituição de Bordaberry
Em 12 de junho, Alberto Demicheli, vice de Bordaberry, assumiu a Presidência, sendo o poder a ele indicado pelo conselho. Ele criou os atos institucionais 1 e 2, que asseguravam o total domínio militar ditatorial governamental pela instituição de diversas medidas, entre elas o dever do toque de recolher e a proibição do direito a greves. Logo depois foi indicado pelos militares que o cargo fosse tomado por Aparicio Méndez, que governou por um período de cinco anos.
Como os militares apenas "indicaram" a entrada de Alberto Demicheli, e posteriormente, a entrada de Aparicio Méndez, teoricamente os três presidentes "coexistiram" na presidência até o fim do mandato de Juan, em 1º de março de 1977, mas na prática Méndez era quem governava.
Em 30 de novembro de 1980 houve um plebiscito constitucional que foi proposto pelo governo civil-militar, com o objetivo de modificar a constituição e, de certa forma, legitimar o governo de fato. A proposta foi recusada pela população por mais de 56% dos votos válidos, o que acabou favorecendo uma abertura democrática.
Em 1º de setembro de 1981 assumiu a presidência o general Gregorio Álvarez.
E em mais uma tentativa de legitimar o regime militar, em novembro de 1982 celebraram-se eleições internas com os principais líderes históricos e partidos políticos. Os resultados destes comícios foram uma rejeição ao regime ditatorial, que mais uma vez acabaram contribuindo contrariamente a perpetuação do regime militar.

## Transição para a democracia: o Pacto do Clube Naval
Em agosto de 1984 fecha-se um acordo chamado de "Pacto do Clube Naval" entre Gregorio Álvarez, a Frente Ampla, o Partido Colorado e a União Cívica. Os representantes do Partido Nacional uruguaio se retiraram das negociações por não assentir com o plano militar de realizar as eleições com partidos e pessoas pré-determinadas (entre elas Wilson Ferreira Aldunate).
Depois da realização das eleições em 25 de novembro do mesmo ano,  o Partido Colorado sai vencedor. Em 12 de fevereiro de 1985 Alvarez deixou mandato nas mãos do presidente da suprema Corte de Justiça em exercício, Rafael Addiego Bruno, e no dia 1º de março de 1985 o governo retornou aos civis com a entrada de Julio María Sanguinetti, do Partido Colorado, como presidente.

## Consequências do regresso da democracia
Ao assumir o novo parlamento em fevereiro de 1985, foi aprovada uma lei de absolvição de encarcerados políticos no Uruguai, que entre diversos presos, estavam pessoas que realizaram crimes hediondos. No entanto, deve-se destacar que no caso de homicídio, os condenados tiveram uma revisão de seus casos penais pelos tribunais de apelação pertencentes à justiça comum, ou no caso dos dependentes do poder executivo, pela justiça militar, ditando-se assim a sua nova sentença penal ou absolvição.
Em dezembro de 1986 durante a presidência de Julio María Sanguinetti editou-se uma lei que punia os delitos de violação aos direitos humanos e terrorismo, feitos durante a ditadura (1973 -1985), que posteriormente passou por um plebiscito onde foi afirmada a sua legitimidade com 58% dos votos.